# Le Chien des Baskerville (film, 1939)
Pour les articles homonymes, voir Le Chien des Baskerville (homonymie).
Série des films avec Basil Rathbone dans le rôle de Sherlock Holmes
Les Aventures de Sherlock Holmes
(1939)
Pour plus de détails, voir Fiche technique et Distribution.
Le Chien des Baskerville (The Hound of the Baskervilles) est un film américain réalisé par Sidney Lanfield, sorti en 1939.
Il s’agit de la plus célèbre adaptation cinématographique du livre, qui est souvent considérée comme l'une des meilleures, bien que très inexacte.
Le film met en vedette Basil Rathbone dans le rôle de Sherlock Holmes, Nigel Bruce dans celui du docteur Watson, et Richard Greene dans celui d'Henry Baskerville. Du fait que le studio ne suspectait apparemment pas un tel succès et n'imaginait pas que Rathbone et Bruce feraient ensuite de nombreux films où ils incarneront Holmes et Watson, la tête d'affiche d'alors était Richard Greene qui jouait le personnage romantique du film. Rathbone, quant à lui, a été crédité en tant que second rôle. Wendy Barrie qui jouait Beryl Stapleton, la femme dont Greene tombe amoureux, était le troisième rôle, tandis que Nigel Bruce, le docteur Watson du film, était le quatrième rôle. Dans tous les autres films sur Sherlock Holmes, Rathbone et Bruce ont été crédités respectivement en tant que premier et second rôles.
Le Chien des Baskerville marque le début d'une saga de quatorze films de Sherlock Holmes avec Rathbone et Bruce dans le rôle du duo de détectives.

## Synopsis
Une étrange malédiction plane sur les propriétaires du manoir des Baskerville, situé dans les landes inhospitalières du Devonshire. Les héritiers de ce nom meurent sous les crocs d'un gigantesque chien. Le Dr Mortimer se rend au 221B Baker St. consulter S. Holmes : Sir Charles Baskerville est mort dans des circonstances étranges, peut-être de peur. Or son héritier, Sir Henry, arrive du Canada pour régler ses affaires et repartir, le Dr Mortimer a peur pour lui, mais Sir Henry ne croit guère en la malédiction et décline l'offre de Holmes.  À peine arrivé à son hôtel, dans la rue, il est victime d'une tentative d'assassinat.... tout en s'étonnant qu'une seule de ses bottines ait disparu. Holmes expédie Watson à Baskerville pour veiller sur Sir Henry, il a mieux à faire. Dans le Devonshire les choses se compliquent : des cris sur la lande, un bagnard évadé, Lestrade sur sa piste, des domestiques bizarres, des voisins peu accueillants, d'autres qui le sont trop, un gitan indiscret : chaque jour Watson écrit son rapport à Holmes.

## Fiche technique
- Titre : Le Chien des Baskerville
- Titre original : The Hound of the Baskervilles
- Réalisation : Sidney Lanfield
- Scénario : Ernest Pascal d'après le roman The Hound of the Baskervilles de Sir Arthur Conan Doyle
- Musique : David Buttolph, Charles Maxwell, Cyril J. Mockridge et David Raksin (non crédités)
- Production : Gene Markey et Darryl F. Zanuck (non crédité)
- Société de production : 20th Century Fox
- Images : J. Peverell Marley
- Montage : Robert L. Simpson
- Direction artistique : Richard Day et Hans Peters
- Décors : Thomas Little
- Costumes : Gwen Wakeling
- Pays d'origine : États-Unis
- Format : Noir et Blanc - Son : Mono (Western Electric Mirrophonic Recording)
- Genre : Film policier
- Durée : 80 minutes
- Date de sortie : 31 mars 1939 (États-Unis)

## Distribution
- Basil Rathbone : Sherlock Holmes
- Nigel Bruce : Docteur Watson
- Richard Greene : Sir Henry Baskerville
- Wendy Barrie : Beryl Stapleton
- Lionel Atwill : Dr. James Mortimer
- John Carradine : Barryman
- Barlowe Borland : M. Frankland
- Beryl Mercer : Jenifer Mortimer
- Morton Lowry : Jack Stapleton
- Eily Malyon : Mme Barryman
- E. E. Clive : John Clayton, chauffeur de taxi
- Ralph Forbes : Sir Hugo Baskerville
- Lionel Pape : Le Coroner
- Nigel De Brulier: Le Détenu
- Mary Gordon : Mrs Hudson
- Ian Maclaren : Sir Charles Baskerville

Acteurs non crédités
- Leonard Carey : un serviteur de Sir Hugo
- Kenneth Hunter : officier du navire
- Mary Young : la mère de Betsy Ann